# حوذان مؤابي
الحوذان المؤابي (باللاتينية: Ranunculus pauli-jordani) نوع نباتي يتبع جنس الحوذان من الفصيلة الحوذانية.

## الموئل والانتشار
موطنه الأصلي بلاد الشام.